# Box Codax
Box Codax es una banda de rock de Glasgow, Escocia. Está compuesta por el matrimonio formado por Nick McCarthy, famoso por ser el guitarrista de la banda Franz Ferdinand, y Manuela Gernedel. El tercer miembro es Alexander Ragnew.
El álbum de debut album, Only An Orchard Away (2006), ha sido descrito como una colección de canciones, a menudo romáticas y nostálgicas, y algunas veces como "punky".
Algunas canciones de Box Codax han sido remezcladas por Metronomy, Naum Gabo también conocido como Optimo, Rodion y Mock & Toof.
En septiembre de 2010, su discográfica, Gomma, anunció que lanzaría un nuevo álbum que incluiría renombradas colaboraciones de artistas internacionales. El álbum salió a principios de 2011.

## Discografía

### Álbumes
- Only An Orchard Away[4] (October 2006)
- Hellabuster

### Sencillos y EP
- Boys & Girls (2005)
- Naked Smile (September 2006)
- Missed Her Kiss / Rat Boy Remixes (April 2007)
- Hellabuster / Choco Pudding (March 2011)